# Leptonychia melanocarpa
Leptonychia melanocarpa är en malvaväxtart som beskrevs av Germain. Leptonychia melanocarpa ingår i släktet Leptonychia och familjen malvaväxter. Utöver nominatformen finns också underarten L. m. grandifolia.